# Alchemilla vorotnikovii
Alchemilla vorotnikovii är en rosväxtart som beskrevs av Czkalov. Alchemilla vorotnikovii ingår i släktet daggkåpor, och familjen rosväxter. Inga underarter finns listade i Catalogue of Life.